# Qui arrêtera Cyanure ?
Qui arrêtera Cyanure ? est la 93e histoire et le 35e album de la série Spirou et Fantasio de Tome et Janry. Elle est publiée pour la première fois dans Spirou du no 2372 au no 2393.

## Univers

### Synopsis
Fantasio, à la suite d'une arnaque, se retrouve en possession d'un étrange automate capable de prendre des photos, qui prend rapidement la fuite. Spirou et Fantasio se lancent donc à sa poursuite et aboutissent à Champignac-en-Cambrousse, où l'automate s'arrête dans l'ancienne gare désaffectée. Là, ils découvrent une jeune femme attachée et bâillonnée, qu'ils s'empressent de délivrer. Mais elle se révèle hostile et s'enfuit en détruisant tout. Le propriétaire des lieux, Caténaire, qui est l'ancien chef de gare, découvre le chantier en rentrant et explique tout : le robot que Fantasio a acheté est sa première invention, Télésphore, tandis que celle qu'ils ont délivrée est l'automate le plus abouti à ce jour : Cyanure, malfaisante et douée d'étranges pouvoirs sur les machines électriques.
Elle détraque ainsi les différents appareils de la fête foraine qui se déroule à Champignac-en-Cambrousse. Devant ces évènements, le maire de Champignac déclenche une manifestation contre les robots devant l'usine Roboc Electron-Inc, proche du village, qui est entièrement robotisée et qui n'a aucun salarié si ce n'est le patron, Léon Zemayr-Cenaire.
Pendant ce temps Cyanure, qui vient d'électrocuter son créateur, Caténaire, récupère un fusil dans une armurerie et enlève Fantasio après avoir tiré sur sa voiture. Célestin Dupilon ayant fait tomber un mégot de cigarette sur l'essence ayant coulé de la voiture, celle-ci explose à côté de la statue du maire. Cela rend ce dernier furieux, accusant Spirou et Fantasio d'être à l'origine des troubles dans le village.
Spirou parvient à fausser compagnie au maire et au gendarme Hagaidon qui l'accompagnait et se met en tête de retrouver Fantasio. Alors que le maire a mis en place une milice de volontaires pour veiller à la sécurité du village, Spirou récupère un deltaplane à moteur dans un entrepôt municipal grâce à Robert, fils du libraire de la commune. Spirou peut ainsi sortir sans encombre du village et se rendre à l'usine Roboc-Inc.
Cyanure le surprend et l'amène à Fantasio, suspendu au-dessus d'une cuve à −150 °C. Mais Spirou profite d'un moment où Cyanure démontre qu'elle peut sortir de son corps pour contrôler un robot pour jeter son corps dans la cuve et libérer Fantasio. Se reprenant, Cyanure essaie d'intercepter Spirou, Fantasio et Léon Zemayr-Cenair avec les robots de l'usine, mais ils parviennent à s'échapper grâce à la voiture de type Jaguar bleue que Cyanure avait volé à l'armurier du village.
Cyanure, furieuse, décide d'envahir le village avec une armée de robots construits dans l'usine et paralyse la plupart des Champignaciens qui regardent la télévision. Seuls les enfants du village, couchés et n'ayant pas regardé la télévision, y échappent. Spirou et Fantasio obtiennent l'aide de ces enfants qui jettent des pierres sur les robots. Spirou et Fantasio parviennent à piéger Cyanure en jetant dans un broyeur à métaux la voiture dans laquelle elle avait cru rattraper Spirou, grâce à une grue munie d'un électro-aimant qui la désoriente.
Mais Léon Zemayr-Cenair, qui pense que Cyanure est une merveille et qui préfère les robots aux humains, assomme et fait échouer Spirou. Cyanure envoie alors Spirou dans le broyeur. Mais il est heureusement sauvé par Caténaire, qui n'est pas mort malgré son électrisation, et qui déconnecte l'accumulateur sur le dos de Cyanure, qui lui permettait d'accumuler l'énergie de la lumière du jour pour fonctionner dans la nuit.
Cyanure est étendue mais une photo montre qu'elle s'est ranimée au contact avec Télésphore.

### Personnages
- Spirou
- Fantasio
- Spip
- Cyanure (première apparition)
- Caténaire (première apparition)
- Télésphore (première apparition)
- Le maire de Champignac
- Duplumier
- Célestin Dupilon
- Léon Zemayr-Cenaire (première apparition)
- Robert, le fils du libraire

## Historique
Le personnage de Caténaire est une caricature du chanteur Richard Gotainer.

## Publication

### Revues
- Publié pour la première fois dans le journal Spirou du no 2372 au no 2393[1].

### Album
L'album Qui arrêtera Cyanure ? parait pour la première fois chez Dupuis en 1985 et connais de nombreuses rééditions par la suite.

## Adaptations
- Cet album fut adapté en 1992 dans la série animée Spirou. Bien que Cyanure n'apparaisse que dans cet album dans la série BD, elle est une méchante récurrente dans la série télévisée d'animation où elle a un look différent.
- Dans les jeux vidéo Spirou d'Infogrames et La panique mécanique d'UbiSoft, Cyanure est la méchante principale et le boss de fin.